# Pollancre del Canadà
El pollancre del Canadà (Populus x canadensis Moensch) amb el sinònim de Populus euramericana (Dode) Guinier. És una espècie de pollancre híbrid
Rep aquesta denominació un grup molt polimorf d'híbrids obtingut entre les descendències de Populus deltoides i Populus nigra, i en algun cas altres espècies. Arriba a fer de 25 a 30 m d'alt. Fulles grosses entre 7-10 cm de longitud, de forma triangular-deltoidea, serrades, amb la base truncada o en forma de cor. Inflorescències de 3 a 6 cm de longitud. Flors masculines amb anteres rogenques. Floreix al febrer i març. De creixement molt ràpid, es fa servir per a fer fusta i com a arbre ornamental.